# 제13회 유럽 영화상
제13회 유럽 영화상의 시상식에 관한 내용이다.

## 수상 및 후보

### 유러피안 작품상
- 어둠 속의 댄서 - 라스 폰 트리에 수상

### 유러피안 여우주연상
- 어둠 속의 댄서 - 비요크 수상

### 유러피안 남우주연상
- 당신의 영원한 친구 해리 - 세르지 로페즈 수상

### 유러피안 각본상
- 타인의 취향 - 아네스 자우이 수상
- 타인의 취향 - 장-피에르 바크리 수상

### 유러피안 촬영상
- 보르도의 고야 - 비토리오 스토라로 수상

### 유럽영화아카데미 평생공로상
- 리처드 해리스 수상

### 유럽영화아카데미 비평상
- 5월의 구름 - 누리 빌게 제일란 수상

### 유럽영화아카데미 신인상
- 인력 자원부 - Laurent Cantet 수상

### 유럽영화아카데미 다큐멘터리상
- 이삭줍는 사람들과 나 2년 후 - 아녜스 바르다 수상

### 유럽영화아카데미 비유럽 영화상
- 화양연화 - 왕가위 수상

### 베스트 유러피안 감독상
- 어둠 속의 댄서 - 라스 폰 트리에 수상

### 베스트 유러피안 남우주연상
- 버림받은 천사들 - 잉그바 에거트 시거드슨 수상

### 베스트 유러피안 여우주연상
- 어둠 속의 댄서 - 비요크 수상

### 유러피안 월드 시네마상
- 장 르노 수상
- 로베르토 베니니 수상

### 유럽영화아카데미 단편영화-UI
- 아워 스토크 - 리비아 기아르마시 수상